# کیدر (کنتاکی)
کیدر (به انگلیسی: Kidder) یک منطقهٔ مسکونی در ایالات متحده آمریکا است که در شهرستان وین، کنتاکی واقع شده‌است. کیدر ۲۳۹٫۸۸ متر بالاتر از سطح دریا قرار دارد.